# Nekrolog 1529
Nekrolog
◄◄
| ◄
| 1525
| 1526
| 1527
| 1528
| 1529 | 1530 | 1531 | 1532 | 1533 | ► | ►►
Weitere Ereignisse | Allgemeiner Nekrolog 1529
Die Beschreibung der verstorbenen Person sollte so kurz wie möglich gehalten sein und nur deren signifikante Tätigkeit(en) enthalten.
Neue Namen ggf. auch unter dem Geburts- und Sterbedatum, also etwa unter 1. Januar und im Geburts- und Sterbejahr (2024) eintragen (nur bei entsprechender großer Wichtigkeit). Für Beispiele siehe die schon vorhandenen Artikel.
Außerdem über die fünf zuletzt Verstorbenen, zu denen es einen ausreichend guten Artikel für eine Präsentation auf der Hauptseite gibt, nach der todesbedingten Überarbeitung der Artikel ggf. auch unter Wikipedia Diskussion:Hauptseite informieren und sie am besten auch in den anderen Wikipedia-Sprachversionen eintragen. Tipp: Regelmäßig bei news.google.de nach „ist tot“, „gestorben“ oder „verstorben“ suchen.
Wenn eine Person gestorben ist, gibt es viele Seiten zu dieser Person in der Wikipedia, die davon auch betroffen sind und entsprechend aktualisiert werden müssen. Beispiele: Namenübersichtsseite, Geburtsjahr, Geburtsort-Seiten und viele mehr.
Wie finde ich die betroffenen Seiten?
Im Suchfeld auf der linken Seite gibt man den Suchbegriff so ein: „Vorname Nachname“. Dann klickt man auf Volltext und alle Seiten mit entsprechendem Suchtext werden aufgerufen. Hier sieht man dann schnell, wo auch das Todesjahr Sinn macht oder sogar ein Teil des Artikels angepasst werden muss. Auch hilft das „Werkzeug“ auf der linken Seite sehr gut, um solche Seiten aufzufinden: „Links auf diese Seite“. Somit ist die Wikipedia wieder aktuell in allen Bereichen! Hinweis: bei Eintragung der Kategorie „Gestorben JAHR“ wird der Missbrauchsfilter 49 ausgelöst, was jedoch nicht schlimm ist. Siehe: Spezial:Missbrauchsfilter/49
Dies ist eine Liste von im Jahr 1529 verstorbenen bekannten Persönlichkeiten. Die Einträge erfolgen innerhalb der einzelnen Daten alphabetisch sortiert. Tiere sind im Nekrolog für Tiere zu finden.

## Januar
| Tag        | Name                     | Beruf, bekannt als                | Alter | Beleg |
| ---------- | ------------------------ | --------------------------------- | ----- | ----- |
| 7. Januar  | Peter Vischer der Ältere | deutscher Bildhauer und Erzgießer |       |       |
| 20. Januar | Gregor Breitkopf         | deutscher Humanist                |       |       |
| 28. Januar | Pirro Gonzaga            | Bischof von Mantua                |       |       |
| Januar     | Jan Provost              | flämischer Maler                  |       |       |

## Februar
| Tag         | Name                   | Beruf, bekannt als                   | Alter | Beleg |
| ----------- | ---------------------- | ------------------------------------ | ----- | ----- |
| 4. Februar  | Ludwig Hätzer          | Publizist, Übersetzer und Täufer     |       |       |
| 7. Februar  | Baldassare Castiglione | Höfling, Diplomat und Schriftsteller | 50    |       |
| 10. Februar | Nonnosus Stettfelder   | Benediktinermönch                    |       |       |

## März
| Tag      | Name                 | Beruf, bekannt als                                                                | Alter | Beleg |
| -------- | -------------------- | --------------------------------------------------------------------------------- | ----- | ----- |
| 5. März  | Eberhard Ferber      | Bürgermeister von Danzig (1510–1521)                                              |       |       |
| 9. März  | Georg von Schwalbach | Generalvikar und Dompropst im Fürstbistum Speyer                                  |       |       |
| 23. März | Franz von Gaisberg   | Abt und Bibliothekar des Klosters St. Gallen                                      |       |       |
| 28. März | Philipp II.          | deutscher Adliger, Graf von Hanau-Münzenberg                                      | 27    |       |
| 31. März | Gabriel von Taxis    | Innsbrucker Postmeister unter Maximilian I. und Hofpostmeister unter Ferdinand I. |       |       |

## April
| Tag       | Name                       | Beruf, bekannt als                                                                  | Alter | Beleg |
| --------- | -------------------------- | ----------------------------------------------------------------------------------- | ----- | ----- |
| 1. April  | Hartmann II. von Kirchberg | Fürstabt von Fulda                                                                  |       |       |
| 17. April | Louis de Berquin           | französischer Humanist, Jurist, Staatsbeamter, Sprachwissenschaftler und Reformator |       |       |
| 19. April | Johannes Cuspinian         | Humanist, Dichter und Diplomat in habsburgischen Diensten                           |       |       |
| 20. April | Silvio Passerini           | italienischer Kardinal                                                              |       |       |

## Mai
| Tag     | Name                                   | Beruf, bekannt als                                | Alter | Beleg |
| ------- | -------------------------------------- | ------------------------------------------------- | ----- | ----- |
| 9. Mai  | Hieronymus Holzschuher                 | Nürnberger Patrizier                              |       |       |
| 10. Mai | Luigi da Porto                         | italienischer Autor                               |       |       |
| 12. Mai | Cecily Bonville, 7. Baroness Harington | englische Adlige                                  | 68    |       |
| 16. Mai | Francesco Morone                       | italienischer Maler                               |       |       |
| 19. Mai | Jodokus Bruder                         | fünfter Abt der späteren Reichsabtei Ochsenhausen |       |       |
| 20. Mai | Johannes Lindenlaub                    | Zisterzienserabt der Stifte Neukloster und Rein   |       |       |

## Juni
| Tag      | Name         | Beruf, bekannt als        | Alter | Beleg |
| -------- | ------------ | ------------------------- | ----- | ----- |
| 21. Juni | John Skelton | englischer Schriftsteller |       |       |

## Juli
| Tag      | Name                      | Beruf, bekannt als | Alter | Beleg |
| -------- | ------------------------- | ------------------ | ----- | ----- |
| 8. Juli  | Hans Treyer               | Täufer             |       |       |
| 10. Juli | Ottilia Schenk von Siemau | Äbtissin           |       |       |

## August
| Tag       | Name                 | Beruf, bekannt als                                      | Alter | Beleg |
| --------- | -------------------- | ------------------------------------------------------- | ----- | ----- |
| 2. August | Johann Lüneburg      | Lübecker Ratsherr                                       |       |       |
| 2. August | Bertram von Rentelen | deutscher Jurist und Ratssekretär der Hansestadt Lübeck |       |       |
| 2. August | Paulus van dem Velde | deutscher Jurist und Ratssekretär der Hansestadt Lübeck |       |       |

## September
| Tag           | Name                | Beruf, bekannt als                                    | Alter | Beleg |
| ------------- | ------------------- | ----------------------------------------------------- | ----- | ----- |
| 6. September  | Jörg Blaurock       | erster gläubig Getaufter der Reformationszeit, Täufer |       |       |
| 10. September | Erhard von Queis    | Wegbereiter der Reformation in Preußen                |       |       |
| 13. September | Friedrich Fischer   | deutscher Humanist und Jurist                         |       |       |
| 25. September | Kaspar Nützel       | Nürnberger Ratsherr und Deutscher Patrizier           |       |       |
| 27. September | Georg von der Pfalz | deutscher Geistlicher, Bischof von Speyer (1513–1529) | 43    |       |
| 28. September | Adolf Clarenbach    | Märtyrer der evangelischen Kirche                     |       |       |
| 28. September | Peter Fliesteden    | Märtyrer der evangelischen Kirche                     |       |       |

## Oktober
| Tag         | Name          | Beruf, bekannt als  | Alter | Beleg |
| ----------- | ------------- | ------------------- | ----- | ----- |
| 31. Oktober | Martin Berger | deutscher Mediziner |       |       |

## November
| Tag          | Name                                | Beruf, bekannt als                                       | Alter | Beleg |
| ------------ | ----------------------------------- | -------------------------------------------------------- | ----- | ----- |
| 5. November  | Christoph Herwart                   | Augsburger Kaufmann                                      | 65    |       |
| 20. November | Karl von Miltitz                    | deutscher päpstlicher Nuntius und verhandelte mit Luther |       |       |
| 25. November | Franz von Braunschweig-Wolfenbüttel | Bischof von Minden                                       |       |       |

## Dezember
| Tag          | Name                | Beruf, bekannt als                       | Alter | Beleg |
| ------------ | ------------------- | ---------------------------------------- | ----- | ----- |
| 3. Dezember  | Jean Parmentier     | französischer Dichter und Seefahrer      |       |       |
| 7. Dezember  | Martin Zehentmayer  | Mitglied der süddeutschen Täuferbewegung |       |       |
| 27. Dezember | Johann von Revellis | Bischof von Wien                         |       |       |

## Datum unbekannt
| Tag | Name                             | Beruf, bekannt als                                                                          | Alter | Beleg |
| --- | -------------------------------- | ------------------------------------------------------------------------------------------- | ----- | ----- |
|     | Wolfgang Brandhuber              | Reformator der oberösterreichischen Täuferbewegung                                          |       |       |
|     | Jost von Drachsdorf              | landgräflich-hessischer Rat und Politiker                                                   |       |       |
|     | Drugpa Künleg                    | Meister des Mahamudra der Drugpa-Linie des tibetischen Buddhismus                           |       |       |
|     | Balthasar Düring                 | lutherischer Theologe, Superintendent, Reformator                                           |       |       |
|     | Juan del Encina                  | spanischer Komponist, Poet der Frürenaissance                                               |       |       |
|     | Bernardin Frankopan              | kroatischer Hochadliger, Feldherr, Diplomat, Mäzem                                          |       |       |
|     | Hans von Gersdorff               | deutscher Wundarzt                                                                          |       |       |
|     | Laurent de Gorrevod              | niederländischer Diplomat, Botschafter der spanischen Niederlande im Vereinigten Königreich |       |       |
|     | James Hamilton, 1. Earl of Arran | schottischer Adliger                                                                        |       |       |
|     | Konrad Kachelofen                | deutscher Buchdrucker                                                                       |       |       |
|     | Guglielmo de Marcillat           | französischer Glasmaler                                                                     |       |       |
|     | Herbord von der Marthen          | Jurist und Humanist                                                                         |       |       |
|     | Hänslin Mittermeier              | täuferischer Sendbote und Märtyrer                                                          |       |       |
|     | Roloff Möller                    | Bürgermeister von Stralsund                                                                 |       |       |
|     | Andrea Navagero                  | italienischer Humanist und Dichter                                                          |       |       |
|     | Marbriano de Orto                | frankoflämischer Komponist und Sänger                                                       |       |       |
|     | Ramathibodi II.                  | König von Ayutthaya, einem Königreich in Siam                                               |       |       |
|     | Álvaro de Saavedra               | spanischer Seefahrer und Entdecker                                                          |       |       |
|     | Andrea Sansovino                 | italienischer Bildhauer                                                                     |       |       |
|     | Heini Seiler                     | Schweizer Täufer                                                                            |       |       |
|     | Hippolytus Steinwehr             | deutscher katholischer Priester                                                             |       |       |
|     | Ordo Stenmel                     | deutscher Domlektor und Prediger                                                            |       |       |
|     | Georg Supersaxo                  | Landeshauptmann des Wallis                                                                  |       |       |
|     | Jakob Villinger von Schönenberg  | Schatzmeister Kaiser Maximilians I.                                                         |       |       |
|     | Wang Shouren                     | chinesischer Philosoph neokonfuzianistischer Tradition                                      |       |       |
|     | Adam von Törring                 | Niederbayerischer und Pfalz-Neuburger Beamter                                               |       |       |
|     | Lambert Wickinghof               | Lübecker Ratsherr                                                                           |       |       |